# Кальчераника-аль-Лаго
Кальчераника-аль-Лаго (итал. Calceranica al Lago) — коммуна в Италии, располагается в провинции Тренто области Трентино-Альто-Адидже.
Население коммуны составляет 1235 человек (2008 г.), плотность населения составляет 411 чел./км². Занимает площадь 3 км². 
Почтовый индекс — 38050. Телефонный код — 0461.
Покровителями коммуны почитаются святые апостолы Пётр и Павел, празднование 29 июня.

## Демография
Динамика населения:

## Администрация коммуны
- Официальный сайт: http://www.comune.calceranica.tn.it